# (3459) Bodil
(3459) Bodil es un asteroide perteneciente al cinturón de asteroides, descubierto el 2 de abril de 1986 por Poul Jensen desde el Observatorio Brorfelde, Holbæk, Dinamarca.

## Designación y nombre
Designado provisionalmente como 1986 GB. Fue nombrado Bodil en homenaje a "Bodil Jensen", esposa del descubridor.